# Franco Simone
Ne pas confondre avec l'auteur-compositeur-interprète italien Franco Simone né en 1949.
Franco Simone, né le 15 février 1913 à Poirino, et mort le 13 novembre 1976 à Turin, est un linguiste et critique littéraire italien.

## Biographie
Franco Simone est né en 1913 à Poirino.
Depuis 1951 il est professeur de littérature française, il enseigne à l'université de Messine et celle de Gênes et, depuis vingt ans, à l'université de Turin. Il fonde et dirige le magazine Studi Francesi et est directeur adjoint (avec Ezio Raimondi (it)) du magazine Convivium (it).
L’Académie française lui décerne le prix de la langue-française en 1971.

## Œuvre
- Pierre de Ronsard, Les amours (a cura di), Milan, Istituto editoriale italiano, 1947
- La coscienza della rinascita negli umanisti francesi, Rome, Storia e letteratura, 1949
- Il Rinascimento francese. Studi e ricerche, Turin, SEI, 1961, 19652
- Studi in onore di Carlo Pellegrini (a cura di, avec Glauco Natoli et Arnaldo Pizzorusso), Turin, SEI, 1963
- Arts et métiers de France (antologia, a cura di, avec Lionello Sozzi), Messina-Florence, D'Anna, 1964
- Il pensiero francese del Rinascimento, Milan, Marzorati, 1964
- Honoré de Balzac, Les Paysans (a cura di), Turin, Fogola, 1965
- Gustave Flaubert, La Tentation de saint Antoine (a cura di), Turin, Fogola, 1966
- Miscellanea di studi e ricerche sul Quattrocento francese (a cura di), Turin, Giappichelli, 1967
- Umanesimo, Rinascimento, Barocco in Francia, Milan, Mursia, 1968
- Storia della storiografia letteraria francese: due capitoli introduttivi (su "Studi francesi", 1969)
- Culture et politique en France à l'époque de l'Humanisme et de la Renaissance, Turin, Accademia delle Scienze, 1974
- Dizionario critico della letteratura francese (a cura di, 2 vol.), Turin, Utet, 1972
- Anni di giornalismo (Genève, Slatkine, 1987)